# Коган, Михаил Наумович
Михаи́л Нау́мович Ко́ган (7 ноября 1925 года, Витебск — 26 сентября 2011 года, Жуковский) — советский и российский физик, доктор физико-математических наук (1962), заслуженный профессор МФТИ (2003), основатель советской школы по кинетической теории. Также активно занимался проблемами аэрогазодинамики в ЦАГИ.

## Биография
Родился 7 ноября 1925 года в семье мелкого служащего и медсестры, прошедших фронт первой мировой войны. В возрасте 7 лет вместе с родителями переехал в Москву, жили бедно в полуподвальной коммунальной квартире.
В 1941 году Михаил поступает в МАИ на самолётостроительный факультет. 
Сначала не отличался особой успеваемостью, но позже даже поступил на вечернее отделение механико-математического факультета МГУ, продолжая параллельно учиться в МАИ. Серьёзный поворот в жизни и научной карьере случился на четвёртом курсе МАИ, когда в институт пришли преподавать крупные учёные того времени С. А. Христианович, А. А. Дородницын и др. Михаил попал в группу отобранных Дородницыном студентов для дополнительных теоретических занятий вместе со своей будущей женой Ириной Николаевной Соколовой.
В 1946 году приглашён Христиановичем в ЦАГИ для выполнения дипломной работы и сразу же после успешной защиты в 1947 году продолжил работу в ЦАГИ. Стал активно заниматься аэродинамикой околозвуковых и сверхзвуковых течений под руководством Дородницына. По этой же теме он защитил кандидатскую диссертацию. Им была успешно решена задача об оптимальном сверхзвуковом крыле. После этого Коган стал заниматься магнитной гидродинамикой. По этой теме в 1962 году защитил докторскую диссертацию, а ранее был удостоен премии Жуковского с серебряной медалью (1960). В 1964 году получил звание профессора.
Потом исследования молодого учёного стали приобретать всё большую специфику и независимость. Он увлёкся исследованиями по кинетической теории. Сначала Коган развивал это направление в одиночку, впоследствии его активность привела к созданию советской школы по кинетической теории, а ЦАГИ стал её центром, где была также создана серьёзная экспериментальная база. При всей важности других работ Когана в области механики жидкости, газа и плазмы именно кинетическая теория и динамика разреженных газов были главным его научным достижением мирового уровня. За них удостоен Государственной премии в 1972 году.
Научные интересы Михаила Наумовича были широки, а он сам активно пропагандировал новые научные направления. В ЦАГИ он пытался заниматься проблемой применении лазеров для авиационных и космических задач, а в последние годы активно продвигал развитие плазменной аэротермодинамики в созданном под его руководством экспериментальном стенде в ЦАГИ.
Преподавательская деятельность тесно связана с факультетом аэромеханики и летательной техники МФТИ, где он, будучи профессором кафедры теоретической и прикладной аэрогидродинамики, читал лекции по кинетической теории с момента его основания (1965). До этого преподавал на аэромеханическом факультете МФТИ. В 2003 году Коган удостоился звания почётного профессора МФТИ.
Бо́льшую часть своей жизни (64 года) проработал научным сотрудником в ЦАГИ, за что в 2007 году был удостоен золотого знака ЦАГИ.
«Заслуженный деятель науки Российской Федерации» (1993)

## Научные достижения
В 1967 году под авторством Когана вышла в свет классическая монография «Динамика разреженных газов». Она была переведена на английский язык и явилась фундаментальной работой мирового значения в области кинетической теории.
В 1969 году вместе со своими учениками В. С. Галкиным и О. Г. Фридлендером теоретически предсказал явление термострессовой конвекции. Это открытие занесено в Государственный реестр открытий СССР.

## Публикации
Опубликовал более 190 работ.
Коган М. Н. Динамика разреженного газа. — М.: «Наука», 1967. — 440 с. — 6000 экз.
Коган М. Н., Галкин В. С., Фридлендер О. Г. О напряжениях, возникающих в газах вследствие неоднородности температуры и концентрации. Новые типы свободной конвекции. // Усп. Физ. Наук. — М., 1976. — Т. 119, № 1. — С. 111—125. — doi:10.3367/UFNr.0119.197605d.0111.

### Переводы
Kogan, M. N. Rarefied gas dynamics. — New York: Plenum, 1969. — P. 515. — ISBN 978-0306303616.
Kogan M. N., Galkin V. S., Fridlender O. G. Stresses produced in gasses by temperature and concentration inhomogeneities. New types of free convection // Physics-Uspekhi. — 1976. — Vol. 19. — P. 420—438. — doi:10.1070/PU1976v019n05ABEH005261.